# Distrito de Independencia (Pisco)

Provincia de Pisco (Ica)

El Distrito de Independencia es uno de los ocho distritos de la Provincia de Pisco, ubicada en el Departamento de Ica, bajo la administración del Gobierno regional de Ica, en el surcentro del Perú. 
Es uno de los 8 distritos de la provincia de Pisco, ubicada en el departamento de Ica, perteneciente a la región Ica, Perú.
el pueblo de independencia (capital del distrito), está ubicado en las siguientes coordenadas geográficas:
latitud sur: 13°41′21″ 
latitud oeste: 76°1′33″
El distrito de independencia se encuentra ubicado a 211 metros sobre el nivel del mar.

## Extensión
Tiene una superficie territorial de 272,34 km²; perteneciente a la región costa y tiene los siguientes límites:
Norte: distrito del Carmen, de la provincia de Chincha.
por el oeste: con el distrito de San clemente.
por el sur: con el distrito de Humay.
por el este: con el distrito de Humay.

## Historia
Fue creado mediante Ley 9637 del 29 de octubre de 1942, en el gobierno del Presidente Manuel Prado Ugarteche.

## Autoridades

### Municipales
- 1971 - Señor Juan Ávalos.
- 1973 - 1974: Lic. Luis Green Rebatta.
- 2007 -2010
  - Alcalde: Marino Ucharima Tacsi.
- 2011 - 2014 *2015 - 2018
  - Alcalde: Gelder Sabre Ayauja Loayza.
- 2019 -2022
  - Alcalde: José Félix Vargas Anampa

### Religiosas
- Párroco: Pbro. R.P. Vicente Diez Varona, C.M. (Parroquia San Clemente).[1]

Desde el punto de vista jerárquico de la Iglesia católica forma parte de la Diócesis de Ica.

## Festividades
- Aniversario del distrito (29 de octubre)